# Steve Bullock
Stephen Clark Bullock, mais conhecido como Steve Bullock (Missoula, 11 de abril de 1966) é um advogado e político americano, e Governador de Montana de 7 de janeiro de 2013 a 4 de janeiro de 2021. Foi Procurador-geral do Estado entre 2009 e 2013, é membro do Partido Democrata.